# Zdenice
Zdenice jsou malá vesnice, část obce Nebahovy v okrese Prachatice v Jihočeském kraji. Nachází se asi dva kilometry západně od Nebahov. Zdenice jsou také název katastrálního území o rozloze 2,29 km².

## Historie
První písemná zmínka o vesnici pochází z roku 1229.

## Obyvatelstvo
| Rok            | 1869 | 1880 | 1890 | 1900 | 1910 | 1921 | 1930 | 1950 | 1961 | 1970 | 1980 | 1991 | 2001 | 2011 | 2021 |
| -------------- | ---- | ---- | ---- | ---- | ---- | ---- | ---- | ---- | ---- | ---- | ---- | ---- | ---- | ---- | ---- |
| Počet obyvatel | 184  | 200  | 209  | 184  | 184  | 173  | 202  | 121  | 125  | 107  | 84   | 67   | 88   | 148  | 198  |
| Počet domů     | 25   | 29   | 34   | 34   | 37   | 37   | 37   | 37   | 30   | 29   | 25   | 31   | 33   | 55   | 66   |

## Obecní správa
Při sčítání lidu v letech 1850–1879 Zdenice byly osadou obce Ostrov v okrese Prachatice. V letech 1880–1920 byly osadou obce Staré Prachatice v okrese Prachatice. V letech 1921–1971 byly 
samostatnou obcí v okrese Prachatice. Od 26. listopadu 1971 jsou částí obce Nebahovy v okrese Prachatice.